# Lime Lake-Machias
Lime Lake-Machias és una concentració de població designada pel cens dels Estats Units a l'estat de Nova York. Segons el cens del 2000 tenia 1.422 habitants.

## Demografia
Segons el cens del 2000, Lime Lake-Machias tenia 1.422 habitants, 526 habitatges, i 360 famílies. La densitat de població era de 166,4 habitants/km².
Dels 526 habitatges en un 31,4% hi vivien nens de menys de 18 anys, en un 52,7% hi vivien parelles casades, en un 8,7% dones solteres, i en un 31,4% no eren unitats familiars. En el 26% dels habitatges hi vivien persones soles el 12,9% de les quals corresponia a persones de 65 anys o més que vivien soles. El nombre mitjà de persones vivint en cada habitatge era de 2,49 i el nombre mitjà de persones que vivien en cada família era de 2,96.
Per edats la població es repartia de la següent manera: un 23,1% tenia menys de 18 anys, un 8% entre 18 i 24, un 25,8% entre 25 i 44, un 22,1% de 45 a 60 i un 21% 65 anys o més.
L'edat mediana era de 41 anys. Per cada 100 dones de 18 o més anys hi havia 86,1 homes.
La renda mediana per habitatge era de 26.579 $ i la renda mediana per família de 33.194 $. Els homes tenien una renda mediana de 26.429 $ mentre que les dones 22.083 $. La renda per capita de la població era de 13.696 $. Entorn del 12,6% de les famílies i el 15,5% de la població estaven per davall del llindar de pobresa.